# Радеша
Ра́деша (серб. Радеша / Radeša; алб. Radeshë) — село в южной Метохии. Согласно административно-территориальному делению автономного края Косово и Метохия (в составе Сербии) село относится к общине Гора Призренского округа; согласно административно-территориальному делению частично признанной Республики Косово село относится к общине Драгаш Призренского округа.

## Общие сведения
Численность населения по данным на 2011 год — 1224 человека (из них мужчин — 613, женщин — 611).
Село Радеша расположено в исторической области Гора, жители села — представители исламизированной южнославянской этнической группы горанцев (в переписи 2011 года 788 человек указали своей национальностью горанскую, 434 человека — боснийскую). В качестве родного языка во время переписи жители села указали боснийский (428 человек), сербский (54 человека) и албанский — 1 человек, другой язык (помимо сербского, боснийского, албанского, турецкого и цыганского) указали 736 человек; согласно переписи почти все жители Радеши (1169 человек) — граждане Косова, 23 человека — граждане Сербии. По вероисповеданию практически все жители села — мусульмане.
Динамика численности населения в Радеше с 1948 по 2011 годы:
| Численность населения | Численность населения | Численность населения | Численность населения | Численность населения | Численность населения | Численность населения |
| 1948                  | 1953                  | 1961                  | 1971                  | 1981                  | 1991                  | 2011                  |
| --------------------- | --------------------- | --------------------- | --------------------- | --------------------- | --------------------- | --------------------- |
| 753                   | 794                   | 837                   | 884                   | 1279                  | 1226                  | 1224                  |

Село Радеша расположено приблизительно в 1 километре к северо-востоку от села Лештане и в 2 километрах к востоку от села Любовиште.

## История
В 1914 году на территории Македонии проводил научные исследования российский лингвист А. М. Селищев. На изданной им в 1929 году этнической карте региона Полог населённый пункт Радеша был указан как болгарское село.
В 1916 году во время экспедиции в Македонию и Поморавье село Радеша посетил болгарский языковед С. Младенов, по его подсчётам в селе, которое он отнёс к болгароязычным, в то время было около 90 домов.